# Emile Hendrix
Emile Marie Helene Hendrix (* 5. Dezember 1955 in Heel (Limburg)) ist ein ehemaliger niederländischer Springreiter, Trainer und Pferdehändler.
1996 startete er mit Finesse bei den Olympischen Spielen in Atlanta.
Seine Söhne Timothy und Michel sind ebenfalls international im Sport aktiv.

## Tätigkeiten
Er ist Mitglied des FEI Ausschuss der Springreiter und war Vizepräsident des Internationalen Reiterklubs. Zudem war er acht Jahre lang technischer Berater der Vincenzo Muccioli Challenge im italienischen San Patrignano und ist als sportlicher Leiter eng an der Organisation des CHIO Rotterdam, dem Nationenpreisturnier der Niederlande, beteiligt.
Mit seinem Bruder Paul (Sponsor von André Thieme) gehört er zu den erfolgreichsten Pferdehändlern der Welt.
Von 1997 bis 2000 trainierte er den kanadischen Springreiter Jonathon Millar.